# Рутенко, Сергей Алексеевич
Сергей Алексеевич Рутенко (бел. Сяргей Аляксеевіч Рутэнка; род. 29 августа 1981 года, пос. Привольный, Минская область) — белорусский гандболист, в прошлом имевший также словенское и испанское гражданство. Заслуженный мастер спорта Республики Беларусь (2016). Завершил спортивную карьеру в январе 2017 года. Один из выдающихся белорусских гандболистов. Председатель Белорусской теннисной федерации (c 2021).

## Биография
Родился 29 августа 1981 года в пос. Привольный Минского района в семье выходцев из Украины. Отец — лесничий, мать — медработник. Мать родилась в Сибири в семье украинцев, которых в советское время отправили в ссылку.
С 1 по 7 классы учился в Привольненской средней школе.
Когда Сергею было 13 лет, родители развелись и он с братом и мамой переехал в Минск, где жил в микрорайоне Кунцевщина, с тех пор с отцом Рутенко не общается. В детстве Сергею приходилось помогать матери по хозяйству: водить коров на пастбище, кормить домашних животных, пропалывать картошку, что он очень не любил.
В детстве любил баскетбол. В гандбол попал случайно, когда не смог попасть в секцию по баскетболу. Тренировки проходили в столичном микрорайоне Шабаны. Первый тренер, Борис Владимирович Репкин, провожал подопечного на пригородный автобус, сам отвозил домой. Уже будучи профессионалом, Рутенко больше всего радовался, когда на разминке разрешали побросать мяч в баскетбольную корзину.
Учился в средней школе № 114 г. Минска. Успеваемость в школе была на среднем уровне, были серьезные замечания по поводу его дисциплины — мать часто приглашали в школу на беседы.
В 2003 году женился. В Испании у семьи родились сын и дочь.
В конце спортивной карьеры занялся бизнесом по производству органических удобрений из навоза.
После завершения спортивной карьеры работал в Белорусской федерации гандбола, где отвечал за Могилёвскую область, был заместителем председателя Белорусской федерации гандбола. На одном из совещаний раскритиковал председателя федерации Владимира Коноплева по вопросу об отмене лимита на легионеров в чемпионате Беларуси и проголосовал против, за чем последовало увольнение.
17 ноября 2021 года избран председателем Белорусской теннисной федерации.

## Спортивная карьера

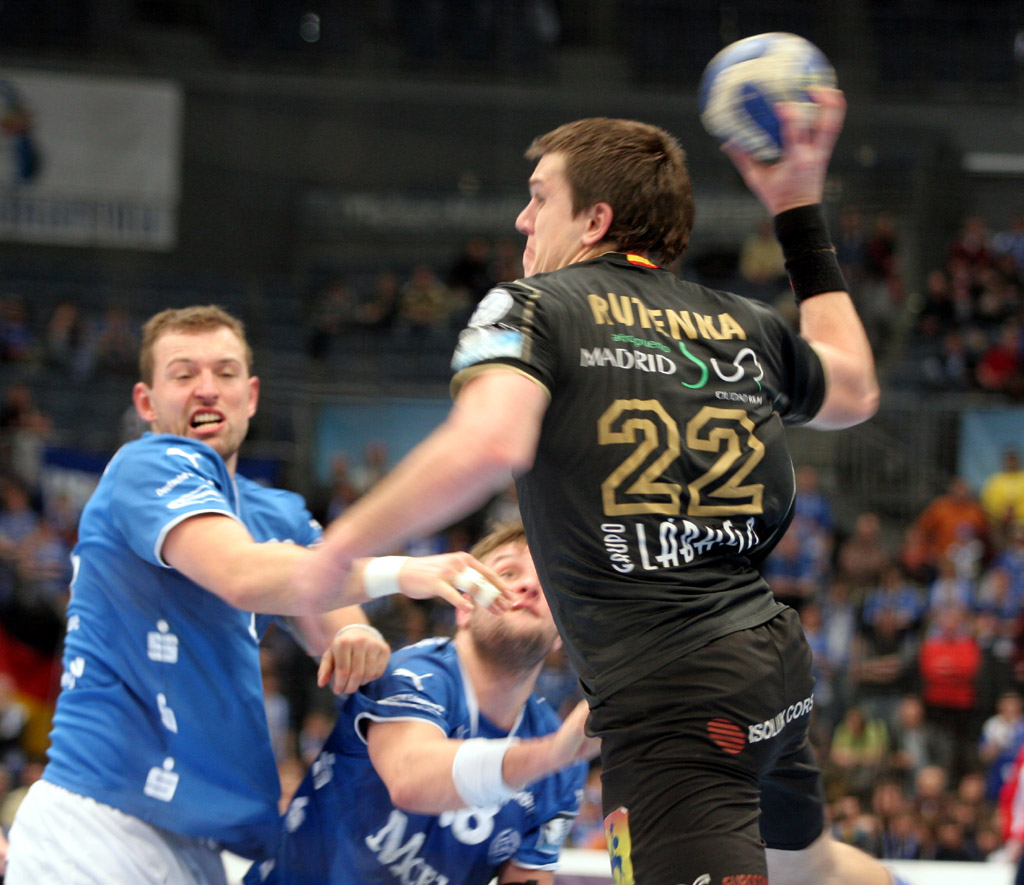
Сергей Рутенко в одном из матчей за «Сьюдад-Реаль» в Лиге чемпионов

Сергей Рутенко — воспитанник минской гандбольной школы. В 2000 году в составе молодёжной сборной Беларуси стал серебряным призёром чемпионата Европы и перебрался из минского «Аркатрона», в котором начинал игровую карьеру, в словенский клуб «Горенье». Спустя год он подписал контракт с лидером словенского гандбола, клубом «Пивоварна Лашко». Очень успешным для спортсмена стал 2004 год — помимо очередных национальных титулов Сергей Рутенко выиграл с командой из Целе Лигу чемпионов, победив к тому же в споре лучших бомбардиров этого турнира.
В 2004 году Рутенко принял словенское гражданство. Дебютный матч за сборную Словении он провёл на Олимпийских играх в Афинах против сборной России, цвета которой защищал партнёр Рутенко по клубу Эдуард Кокшаров. Всего за словенскую сборную Сергей провёл 40 матчей, забил 269 мячей; стал лучшим бомбардиром чемпионата Европы 2006 года (51 результативный бросок).
В 2005 году Рутенко переехал играть в один из сильнейших клубов Европы — испанский «Сьюдад-Реаль», с которым за 4 сезона одержал по три победы в Лиге чемпионов, Лиге и Кубке ASOBAL. В январе 2008 года по инициативе руководства «Сьюдад-Реаля» ввиду ограниченной квоты на легионеров в испанской лиге принял гражданство Испании.
Примерно в это же время Сергей Рутенко заявил о желании вернуться в сборную Беларуси (за которую он не играл с июня 2001 года) сразу по истечении необходимого трёхлетнего срока со времени его последнего официального матча за Словению. Испанская федерация чинить препятствий не стала.
Летом 2009 года гандболист перешёл из испытывающего финансовые проблемы «Сьюдад-Реаля» в «Барселону», подписав с каталонским клубом контракт на 5 лет. Сумма трансфера составила рекордные для мирового гандбола €1,2 млн.
В январе 2010 года Рутенко был включён в расширенную заявку сборной Беларуси на отборочный турнир чемпионата мира-2011, но из-за юридических преград возвращение игрока в родную команду было отложено. По регламенту игрок до первого матча за сборную новой страны должен иметь не менее 12 месяцев стажа в её национальных соревнованиях, при этом возникли споры о том, имеется ли в виду общий стаж или именно последний год трёхлетнего карантина, как трактует это правило Европейская гандбольная федерация. В итоге только в сентябре 2010 года Сергей Рутенко официально получил право выступать за национальную сборную Беларуси. С ноября 2011 года являлся капитаном сборной.
За шесть сезонов, проведённых в «Барселоне», выиграл пять чемпионатов и четыре Кубка ASOBAL, в 2015 году в шестой раз за карьеру стал победителем Лиги чемпионов.
В 2015 году Рутенко покинул «Барселону». После недолгой побывки в катарской «Лехвии», в апреле 2016 года после восстановления от травмы Сергей был представлен в качестве игрока минского СКА.
12 января 2017 года Сергей Рутенко объявил о завершении карьеры.

## Политические взгляды
Подписал открытое письмо спортивных деятелей страны, выступающих за действующую власть Беларуси после жестких подавлений народных протестов в 2020 году.

## Семья
Супруга Алена Рутенко. Дочь Ника, сын Егор. Младший брат Денис (род. 14 февраля 1986), гандболист, сыграл более 120 матчей за сборную Беларуси.

## Достижения

### Командные
- Серебряный призёр молодёжного чемпионата Европы (2000).
- 4-кратный чемпион Словении (2001, 2003, 2004, 2005).
- 3-кратный победитель Кубка Словении (2002, 2003, 2004).
- 8-кратный чемпион Испании (2007, 2008, 2009, 2011, 2012, 2013, 2014, 2015).
- 3-кратный победитель Кубка короля Испании (2008, 2010, 2014).
- 8-кратный победитель Кубка ASOBAL (2005, 2006, 2007, 2009, 2011, 2012, 2013, 2014).
- 5-кратный победитель Суперкубка Испании (2007, 2009, 2012, 2013, 2014).
- 6-кратный победитель Лиги чемпионов (2004, 2006, 2008, 2009, 2011, 2015).
- 4-кратный победитель Суперкубка Европы (2004, 2005, 2006, 2008).
- 2-кратный победитель клубного чемпионата мира (2013, 2014).

### Личные
- Лучший бомбардир Лиги чемпионов (2004, 2005).
- Лучший бомбардир чемпионата Европы (2006).
- Лучший левый полусредний мира (2013).

## Награды
- «Заслуженный мастер спорта Республики Беларусь» (2016)[24].